# جیمی هوفا
جیمز ریدل «جیمی» هوفا (زاده شده در ۱۴ فوریه ۱۹۱۳ – ناپدید شده در ۳۰ ژوئیهٔ ۱۹۷۵) رهبر اتحادیه کارگران آمریکا در دهه‌های پنجاه و شصت میلادی بود.

## زندگی‌نامه
پدرش وقتی ۷ سال بیشتر نداشت از دنیا رفت و او به همراه خانواده‌اش چهار سال بعد به دیترویت نقل مکان کرد و هوفا بقیه عمرش را در آنجا ماند. ۱۴ سال بیشتر نداشت که مجبور شد برای کمک به خانواده از مدرسه ترک‌تحصیل کند و به کارگری مشغول شود.
از آنجا که کارگران نسبت به وضعیت کارشان ناراضی بودند، اتحادیه‌ای تشکیل دادند تا وضعیت‌شان بهتر شود. هوفا با اینکه خیلی جوان بود اما شهامتش،کارگران دیگر را تحت تأثیر قرار داد و او توانست رهبری این گروه را به دست بگیرد، سال ۱۹۳۲ او از سمتش استعفاء داد و رئیس گروه کامیون‌داران محلی دیترویت شد. زیاد طول نکشید که کار آن ها بسیار رونق پیدا کرد تا آنجا که اعضای شرکت او در سال ۱۹۵۱ به بیش از ۴۲۰ هزار نفر رسید چراکه آن ها در سطح ملی کار می‌کردند و وظیفه هوفا سروسامان دادن به این سازمان بود. این سازمان به یکی از قوی‌ترین اتحادیه‌های کامیون‌دارها تبدیل شده بود و هوفا از اتحادیه‌شان در برابر اتحادیه‌های دیگر محافظت می‌کرد و روز به روز به قدرتش افزوده می‌شد. در سال ۱۹۵۷ هوفا متهم به ارتکاب جنایت شد اما کسی نتوانست اتهاماتش را ثابت کند، اما سه سال بعد توسط رابرت اف کندی، برادر جان اف کندی رئیس‌جمهور وقت آمریکا تحت تعقیب قرار گرفت تا سرانجام سال ۱۹۶۴ به جرم دادن رشوه به قاضی شهر تنسی، به هشت سال زندان محکوم شد. همان سال او به کلاهبرداری و سوءاستفاده مالی از بودجه اتحادیه متهم شد و به این ترتیب ۵ سال دیگر نیز به محکومیت ۸ ساله او افزوده شد، سال ۱۹۷۱ هوفا با گذراندن ۵ سال از محکومیت ۱۳ ساله‌اش، در زمان ریاست‌جمهوری نیکسون، از زندان بیرون آمد. نیکسون او را از هر نوع فعالیتی در اتحادیه منع کرده بود،او خیلی تلاش کرد تا قدرت از دست‌رفته‌اش را مجدداً به دست آورد اما نتوانست کاری از پیش ببرد و در نهایت به دست دوست نزدیکش فرانک شیرن کشته و سوزانده شد.

## ناپدید شدن
در ۳۰ ژوئن ۱۹۷۵، قرار بود هوفا به دیدن دو نفر از رهبران مافیا در حومه شهر دیترویت برود. یکی از آنها، رئیس اتحادیه کامیون‌دارها در شهر نیوجرسی بود و در گذشته دوست نزدیک هوفا محسوب می‌شد. اما بعد از این ملاقات هوفا دیگر به خانه بازنگشت. پلیس خودروی او را جلوی رستورانی پیدا کرد اما هیچ ردی از او نیافت و حتی بعد از مدت‌ها تحقیق کارآگاهان پلیس نفهمیدند چه بلایی به سر جیمی آمده است. تا سال‌ها بعد، پلیس این پرونده را باز نگهداشته بود و تحقیقات برای یافتن این مرد ادامه داشت. 
فرانک شیرن کمی قبل از مرگ خود در سال ۲۰۰۳ به قتل جیمی هوفا و سوزاندن جنازه او در مرکز رنسانس اعتراف کرد اما دی‌ان‌ای گرفته شده از محلی که شیرن ادعا کرده بود هوفا را به قتل رسانده با دی‌ان‌ای هوفا تطبیق نداشت.
در سال ۱۹۹۲ فیلمی با نام هوفا با بازی جک نیکلسون در نقش جیمی هوفا و به کارگردانی دنی دویتوو و در سال ۲۰۱۹ فیلمی با نام مرد ایرلندی با بازی آل‌پاچینو در نقش جیمز هوفا همراه با رابرت دنیرو در نقش فرانک شیرن  و با کارگردانی مارتین اسکورسیزی ساخته شد که به زندگی و فعالیت‌های وی برای احقاق حقوق کارگران و کامیون‌داران آمریکایی می‌پردازد.